# Dragey-Ronthon

Dragey-Ronthon este o comună în departamentul Manche, Franța. În 1 ianuarie 2022 avea o populație de 789 de locuitori.